# ソリー・ガノール
ソリー・ガノール（Solly Ganor、1928年5月18日 - 2020年8月）は、杉原千畝と交流があったリトアニアの作家である。

## 生涯
ガノールはリトアニアのシルテに生まれた。第二次世界大戦が起きた1939年、11歳の時にコヴノにあるガノールのおばが経営していたグルメショップで初めて杉原千畝と出会い、それから家族ぐるみで杉原家とハヌカを祝う等、交友関係を持つようになった。
第二次世界大戦が始まると、ガノールはコヴノ・ゲットーで3年間過ごし、その後ダッハウ強制収容所に強制連行された。大戦後アメリカ合衆国に住んでいた時、ガノールと彼の父や彼らの周りの人達は千畝の行方を突き止めようとしたが結局見つからず、ガノールは二度と千畝と再会できなかった。1995年にガノールと杉原千畝との関係を記録した本、Light One Candle: A Survivor's Tale from Lithuania to Jerusalemを出版した。
晩年はイスラエルのヘルツリーヤに住み、長い闘病生活の末に2020年8月に93歳で死去。

## 家族
妻のポーラ(Pola)と2人の子供と3人の孫がいる

## ノート
1. ↑  彼らは千畝が亡くなったのだと思った

### 引用・出典
1. 1 2 3  https://www.pbs.org/wgbh/sugihara/readings/ganor.html
2. ↑  http://www.rongreene.com/solly.html
3. ↑  “Solly Ganor (1928–2020)”.  ダッハウ強制収容所記念館. 2024年6月25日閲覧。